# محوطه خان باباچمنی
محوطه خان باباچمنی مربوط به دوران‌های تاریخی پس از اسلام است و در شهرستان بوئین‌زهرا، بخش آوج، روستای آدار واقع شده و این اثر در تاریخ ۲۵ اسفند ۱۳۸۰ با شمارهٔ ثبت ۵۵۲۹ به‌عنوان یکی از آثار ملی ایران به ثبت رسیده است.